# Pineapple Army
Pineapple Army ("パイナップルARMY") är en manga från 1980-talet om en före detta legosoldat som tränar "vanliga" människor i stridsteknik, skriven av Kazuya Kudo och tecknad av Naoki Urasawa.

## Serier
Serien är episodisk med mer eller mindre fristående avsnitt. Samlades i tio volymer utgivna av Shogakukan 1986–88.

## Handlingen
Den f.d. legosoldaten Jed Goshi är japansk-amerikan och jobbar åt CDF (Civilian Defence Force) som instruktör. Hans jobb är att träna "vanliga människor" i stridstekniker avsedda för självförsvar. Hans klienter har nästan alltid råkat i konflikt med olika mäktiga kriminella personer och/eller grupper och behöver hjälp. Ett av Jeds absoluta villkor är att han själv inte får bli personligt involverad, vilket han ofelbart blir i varje episod. Vanligt är att han får flashbacks till sin tid i Vietnam eller som legosoldat jorden runt.

## Utgivning
- En volym gavs ut 1990 i USA av Viz Communications
- Serien gick i Sverige i Cobra. (1990-1991)